# (4185) Phystech
(4185) Phystech (1975 ED) – planetoida z pasa głównego asteroid okrążająca Słońce w ciągu 3,3 lat w średniej odległości 2,22 j.a. Odkryta 4 marca 1975 roku.